# Temple d'Hèracles (Agrigent)

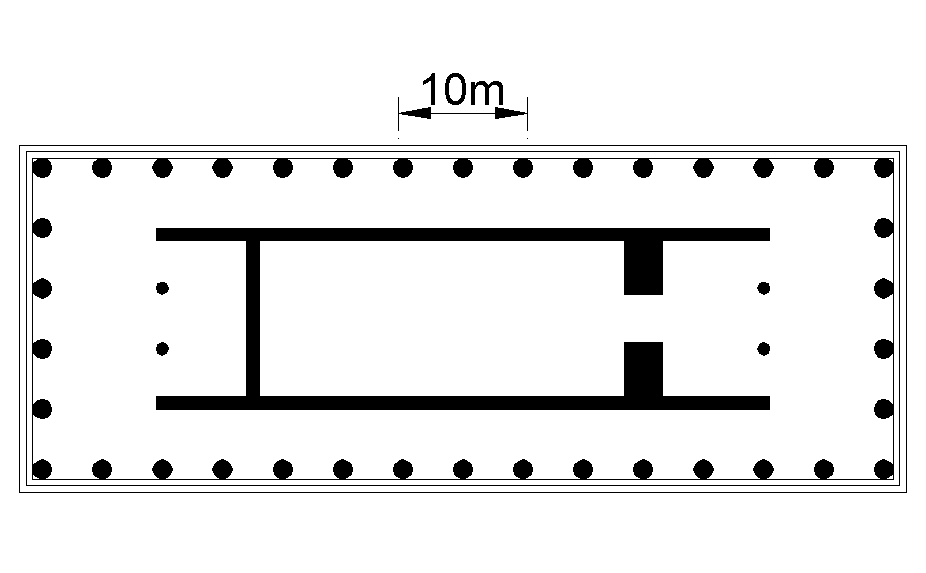
Planta del temple d'Hèracles

El Temple d'Hèracles, també anomenat Temple d'Hèrcules (pel nom romà de l'heroi) és un temple grec de l'antiga ciutat d'Akragas, que es troba a la Vall dels Temples d'Agrigent, a Sicília.
L'edifici, d'estil dòric arcaic, és al turó dels temples, en un monticle rocós a prop de la Vil·la Aurea. El nom de Temple d'Hèracles és d'atribució moderna, i es basa en l'esment de Ciceró d'un temple dedicat a l'heroi non longe a foro ('no lluny de l'àgora') (Verrine, II 4.94), que albergava una famosa estàtua d'Hèracles. No s'ha demostrat pas encara que l'àgora de Akragas fos en aquesta àrea, però la identificació està generalment acceptada.

## Història
La cronologia tradicionalment acceptada identifica el temple com el més antic d'Akragas, datat dels darrers anys del segle vi abans de la nostra era. Aquesta datació es basa en trets d'estil, sobretot en les proporcions, el nombre de columnes, i el seu perfil i capitells. Així i tot, algunes fonts vinculen el temple amb el naixement de Teró d'Acragant (tirà d'Akragas del 488 al 473-2 ae), ja que presentaria innovacions en comparança amb l'arquitectura del segle vi ae. En aquest cas, podria identificar-se amb el Temple d'Atena recordat per Polié el Macedoni (Estratagemes, 6.51) en relació amb l'activitat edificatòria de Teró després de prendre el poder.
Les restes de l'entaulat creen problemes de datació del temple, perquè n'hi ha dos tipus de cimacis laterals amb canalons i caps de lleó: el primer, pitjor conservat que l'altre, datat del 460 abans de la nostra era, i el segon, de mitjan segle V ae. El primer cimaci deu ser original i va ser reemplaçat pel segon unes quantes dècades més tard per raons desconegudes. Per tant, és possible que la fundació del temple es remunte a uns anys abans de la batalla d'Hímera (480 ae), i que se'n conclogués una dècada més tard o poc temps després.
L'edifici fou restaurat durant la dominació romana, amb algunes modificacions, com ara la divisió del naos en tres parts, i açò podria indicar una dedicació a diferents deïtats. En el segle xx, la restauració ha permés reconstruir nou columnes de la banda sud-est en l'anastilosi, part de l'entaulament i capitells.

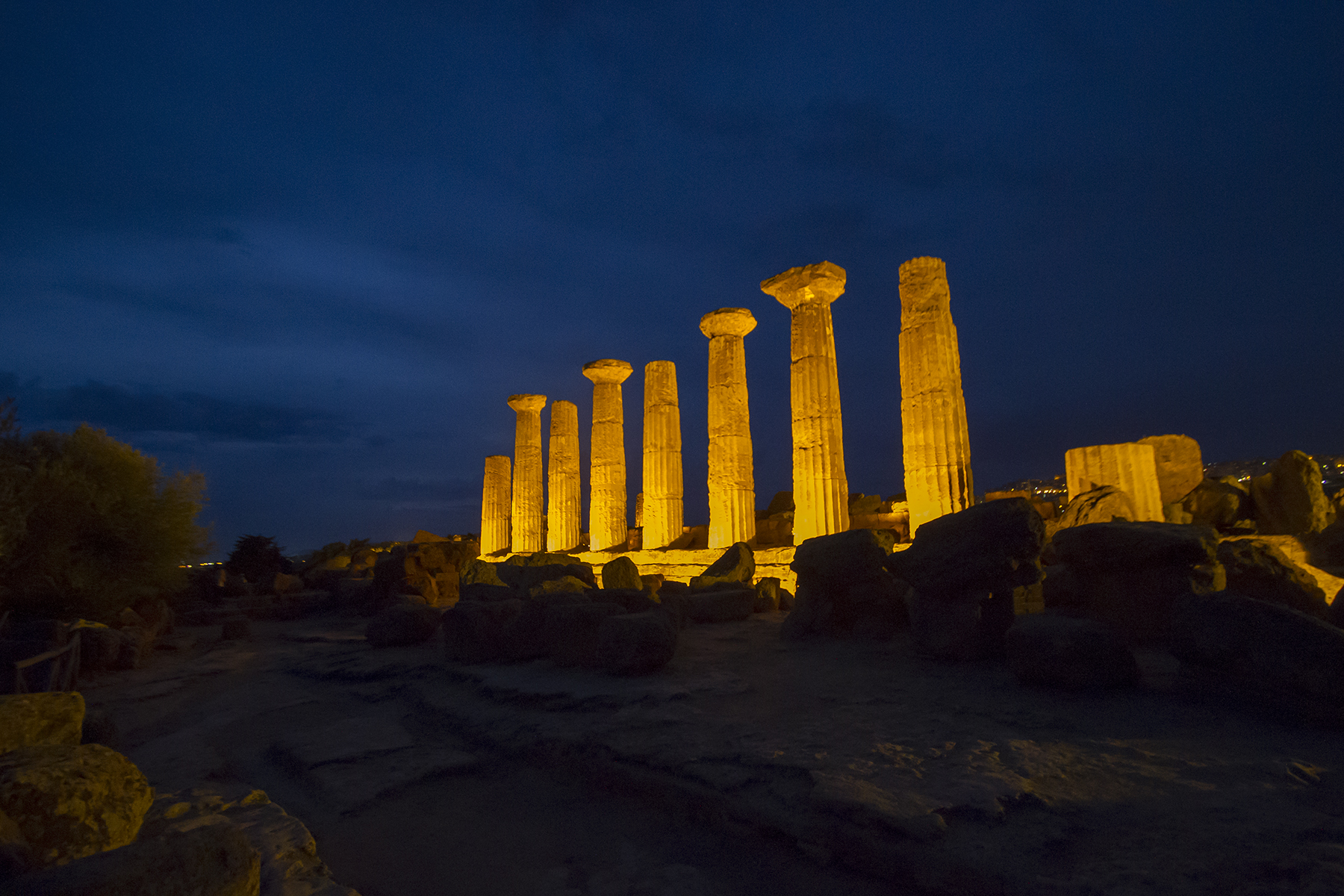
Columnes del Temple d'Hèracles

## Característiques arquitectòniques
L'edifici s'assenta sobre un crepidoma de tres graons, que al seu torn s'aixeca sobre una subestructura als costats nord i oest, a causa de la irregularitat del terreny. És un temple perípter de proporcions inusualment allargades (67 m de longitud i 25,34 m d'amplària), amb sis columnes als seus fronts curts (hexàstil) i quinze columnes a les façanes llargues. Dins el perístasi hi ha un llarg naos, amb un pronaos davant i un opistòdom darrere, tots dos in antis (dit així perquè les dues columnes del pòrtic queden emmarcades per dues parets laterals anomenades antae). Les restes del naos semblen indicar que la destrucció de l'edifici, la provocà un terratrèmol.
En el mur de separació entre el pronaos i el naos hi ha una escala per a la inspecció del sostre, i això era una característica típica dels temples d'Akragas. Les altes columnes es coronen amb amples capitells. Això podria indicar, juntament amb l'allargament del naos i la gran separació de les columnes, el relatiu arcaisme de l'edifici, que precediria en uns trenta anys altres temples perípters d'Akragas. A la banda est del temple hi ha restes d'un gran altar.